# Pentacyphus tamanus
Pentacyphus tamanus är en oleanderväxtart som först beskrevs av Morillo, och fick sitt nu gällande namn av S. Liede. Pentacyphus tamanus ingår i släktet Pentacyphus och familjen oleanderväxter. Inga underarter finns listade i Catalogue of Life.